# Ренесанс на „Дисни“
„Ренесанс на „Дисни“ (на английски: Disney Renaissance) е название, отнасящо се за десетилетието от 1989 до 1999 г., през което „Уолт Дисни Анимейшън Студиос“ се завръща към създаването на критични и успешни анимационни филми, които се базират на едни от най-популярните истории, подобно на тези, които студиото е създало през 30-те, 40-те и 50-те години на XX век. Филмите от този период се превръщат в едни от най-успешните, надминавайки предшествениците си от другите периоди на студиото.
Анимационните филми, създадени от Дисни през този период, са Малката русалка (1989), Спасителите в Австралия (1990), Красавицата и звярът (1991), Аладин (1992), Цар лъв (1994), Покахонтас (1995), Гърбушкото от Нотр Дам (1996), Херкулес (1997), Мулан (1998) и Тарзан (1999).

## История

### Контекст
След смъртта на Уолт и Рой О. Дисни (съответно през 1966 и 1971 г.) студиата на Дисни са оставени в ръцете на Дон Тейтум, Кард Уолкър и Рон Милър. Филмите, реализирани през този осемнайсетгодишен период след смяната на ръководството, не се представят толкова успешно, колкото тези, които са реализирани под управлението на братята Дисни. Особено тежък удар е нанесен по време на продукцията на Лисицата и хрътката, когато дългогодишният аниматор Дон Блат напуска компанията, за да създаде собственото конкурентно студио Don Bluth Productions, като с него си тръгват единадесет аниматори на Дисни. Тъй като 17% от аниматорите са напуснали, производството на Лисицата и хрътката се забавя. Don Bluth Productions продуцира филма Тайната на умните мишоци през 1982 г. (чиято сюжетна идея Дисни първоначално отхвърля, защото е твърде мрачна), в крайна сметка компанията се превръща в основния конкурент на компания „Дисни“ в анимационната индустрия през 80-те и началото на 90-те години.
През 80-те години „Дисни“ прави големи организационни промени, след като тя рязко избягва от враждебен опит за поглъщане от Саул Щайнберг. През 1984 г. Майкъл Айснер, бивш изпълнителен директор на „Парамаунт Пикчърс“, заема длъжността главен изпълнителен директор и към него се присъединява неговият сътрудник от „Пармаунт“ Джефри Каценберг, докато Франк Уелс, по-рано част от „Уорнър Брос“, става президент. През 1985 г. отделът за анимация е преместен в Бърбанк на „временно“ място в различни хангари и складове, където остава за следващите десет години. По този начин по-голямата част от Ренесанса на „Дисни“ (по отношение на това къде са направени филмите) всъщност се е състоял в доста обикновен индустриален парк в Глендейл.
След провала на филма Черният котел от 1985 г. бъдещето на отдела за анимация е изложено на опасност. В противоречие с тридесетгодишната студийна политика компанията основава отдел за телевизионна анимация (сега Disney Television Animation), който произвежда предавания като Патешки истории. В интерес на спасяването на това, което смята за основен бизнес на студиото, Рой Е. Дисни убеждава Айснер да му позволи да ръководи анимационния отдел с надеждата да спаси компанията.
През 1986 г. „Дисни“ реализира филма Базил, великият мишок детектив, докато Дон Блат пуска An American Tail. Вторият превъзхожда първия и се превръща във филм с по-голяма печалба. Въпреки по-големия успех на An American Tail, Базил, великият мишок детектив е достатъчно успешен (както критично, така и в търговски план), за да внуши увереност на изпълнителите в отдела за анимация на „Дисни“. Две години по-късно Оливър и приятели има по-голям успех от Земята преди време, като започва възход на компания „Дисни“.
През 1988 г. „Дисни“ си сътрудничи със Стивън Спилбърг, дългогодишен фен на анимацията и продуцент на An American Tail и Земята преди време, за да създаде Кой натопи Заека Роджър, хибрид между анимационен и игрален филм, който включва анимационни герои от 30-те и 40-те години на XX век от много различни студиа. Филмът има огромен успех и печели три награди „Оскар“.

### 1989 – 1999: Ерата на Ренесанса на „Дисни“
„Дисни“ разработва Малката русалка от 30-те години на XX век, а след успеха на Заека Роджър студиото решава да го превърне в анимационен мюзикъл. Текстописецът Хауърд Ешмен и композиторът Алън Менкен се включват в продукцията с писането и композирането на песните и партитурата за филма. Премиерата на Малката русалка има по-голям успех от филма на Блат Всички кучета отиват в Рая, чиято премиера е през същия уикенд.
Спасителите в Австралия е реализиран една година по-късно и е първото продължение, продуцирано от „Уолт Дисни Анимейшън Студиос“. Филмът е положително приет от публиката, но не е толкова финансово успешен като Малката русалка.
Красавицата и звярът от 1991 г. първият анимационен филм, номиниран за „Оскар“ за най-добър филм, но загубил от Мълчанието на агнетата. Красавицата и звярът печели наградата Златен глобус за най-добър филм – мюзикъл или комедия и две награди „Оскар“, включително най-добра оригинална песен.
Аладин и Цар лъв са съответно от 1992 и 1994 г., като и двата филма имат най-голям успех в световен мащаб за съответната година.
Към момента на излизането си Аладин е най-касовият анимационен филм, но по-късно заема второто място, след излизането на Цар лъв, който се превръща в анимационния филм с най-голям ръст по онова време и остава най-касовият традиционен анимационен филм в историята. И двата филма печелят „Оскар“ за най-добър резултат и за най-добра песен.
През 1995 г. „Дисни“ си партнира с „Пиксар“, за да създаде филма Играта на играчките, който е първият компютърно анимационен филм на компанията.
Следващият анимационен филм на „Дисни“ е Покахонтас от 1995 г. Въпреки че печели приходи от 345 млн. щ.д. и две награди „Оскар“, филмът е приет със смесени чувства от публиката. През 1996 г. е премиерата на Гърбушкото от Нотр Дам, първият филм на „Дисни“, продуциран с бюджет над 100 млн. щ.д., който печели по-добри отзиви от Покахонтас, но реализира по-ниски приходи, печелейки 325 млн щ.д. През 1997 г. е издаден филмът Херкулес, който печели 252 млн. щ.д., или със 73 млн. по-малко от Гърбушкото от Нотр Дам. Макар и с по-ниски приходи от предшествениците си,, Херкулес получава по-положителна критика в сравнение с тях.
Следващият филм на „Дисни“, Мулан от 1998 г., с музика от Джери Голдсмит, печели 304 млн. щ.д. в световен мащаб.
Тарзан е последният филм, произведен през Ренесанса на „Дисни“.

### 1985 – 1998: Успех в телевизионната анимация
Докато постига успех в анимационните филми, „Дисни“ прави огромни крачки и в телевизията през този период. След 30-годишна съпротива срещу предложения за продуциране на телевизионна анимация „Дисни“ най-накрая отстъпва, след като Майкъл Айснер, който има опит в телевизията, поема управлението. Първите телевизионни анимации, носещи логото на „Дисни“, са The Wuzzles, излъчен по Си Би Ес, и Приключенията на Гумените мечета, излъчен по Ен Би Си, чиито премиери са през есента на 1985 г. Докато The Wuzzles е съставен от един сезон, Приключенията на Гумените мечета съдържа шест успешни сезона.
През 1987 г. отделът за телевизионна анимация адаптира комиксите на Карл Баркс за Скрудж Макдък за малкия екран в телевизионния хит Патешки истории. Успехът поражда пълнометражния филм от 1990 г. DuckTales the Movie: Treasure of the Lost Lamp и увеличение на инвестициите в телевизионните анимации. Резултатите от инвестирането са The Disney Afternoon от 1990 г., следобеден двучасов анимационен блок, в който се излъчват поредици като Чип и Дейл: Спасителен отряд (1989 – 1991), Капитан Балу (1990 – 1991), Чернокрилия паток (1991 – 1993, също излъчен по Ей Би Си), Goof Troop (1992 – 1994, също излъчен по Ей Би Си), Bonkers (1993 – 1994) и Горгони (1994 – 1997). По пълнометражните филми Малката русалка и Аладин са създадени телевизионните сериали, превърнали се в знакови за съботните сутрини, Малката русалка и Аладин, излъчени по Си Би Ес.

## Отзиви

### Критичен и обществен отзвук
Повечето от филмите, които „Дисни“ произвежда през тази епоха, са добре приети, както в сайта на филмовия критик Rotten Tomatoes четири от първите пет – Малката русалка, Красавицата и звярът, Аладин и Цар лъв – имат най-добър критичен отзвук (с над 90% положителни отзиви) и са посочени сред критиците като „голямата четворка“.
| Филм                    | Премиера (САЩ)  | Режисьори                    | Rotten Tomatoes                          | Metacritic     | CinemaScore |
| ----------------------- | --------------- | ---------------------------- | ---------------------------------------- | -------------- | ----------- |
| Малката русалка         | 17 ноември 1989 | Рон Клемънтс, Джон Мъскър    | 92% (8,1/10 среден рейтинг) (65 отзива)  | 88 (24 отзива) | н/д         |
| Спасителите в Австралия | 16 ноември 1990 | Хендел Бътой, Майк Гейбриъл  | 68% (6,2/10 среден рейтинг) (25 отзива)  | 70 (19 отзива) | н/д         |
| Красавицата и звярът    | 22 ноември 1991 | Гари Трусдейл, Кърк Уайз     | 94% (8,5/10 среден рейтинг) (103 отзива) | 95 (22 отзива) | A+          |
| Аладин                  | 25 ноември 1992 | Рон Клемънтс, Рон Клемънтс   | 94% (8,1/10 среден рейтинг) (68 отзива)  | 86 (25 отзива) | A+          |
| Цар лъв                 | 15 юни 1994     | Роджър Алърс, Роб Минкоф     | 93% (8,4/10 среден рейтинг) (122 отзива) | 83 (14 отзива) | A+          |
| Покахонтас              | 23 юни 1995     | Майк Гейбриъл, Ерик Голдбърг | 57% (6/10 среден рейтинг) (53 отзива)    | 58 (23 отзива) | A−          |
| Гърбушкото от Нотр Дам  | 21 юни 1996     | Гари Трусдейл, Кърк Уайз     | 74% (7,1/10 среден рейтинг) (53 отзива)  | 74 (28 отзива) | A           |
| Херкулес                | 27 юни 1997     | Рон Клемънтс, Джон Мъскър    | 84% (7/10 среден рейтинг) (55 отзива)    | 74 (22 отзива) | A           |
| Мулан                   | 19 юни 1998     | Бари Кук, Тони Банкрофт      | 86% (7,5/10 среден рейтинг) (73 отзива)  | 71 (24 отзива) | A+          |
| Тарзан                  | 16 юни 1999     | Кевин Лима, Крис Бък         | 88% (7,6/10 среден рейтинг) (104 отзива) | 79 (27 отзива) | A           |

### Бокс офис
| Филм                    | Премиера        | Приход             | Приход             | Приход             | Ранг #                          | Ранг # | Ранг #                                     | Бюджет           |
| Филм                    | Премиера        | САЩ                | Чуждестранен       | В световен мащаб   | Позиция в САЩ за всички времена | (A)    | Позиция в световен мащаб за всички времена | Бюджет           |
| ----------------------- | --------------- | ------------------ | ------------------ | ------------------ | ------------------------------- | ------ | ------------------------------------------ | ---------------- |
| Малката русалка         | 17 ноември 1989 | 111 543,479 щ.д.   | 99 800 000 щ.д.    | 211 343,479 щ.д.   | 585                             | 585    | 705                                        | 40 000 000 щ.д.  |
| Спасителите в Австралия | 16 ноември 1990 | 27 931 461 щ.д.    | 19 468 539 щ.д.    | 47 400 000 щ.д.    | 2,757                           | 2757   | 2757                                       | 27 000 000 щ.д.  |
| Красавицата и звярът    | 22 ноември 1991 | 218 967,620 щ.д.   | 224 033,956 щ.д.   | 443 001,576 щ.д.   | 158                             | 134    | 251                                        | 25 000 000 щ.д.  |
| Аладин                  | 25 ноември 1992 | 217 350,219 щ.д.   | 286 700,000 щ.д.   | 504 050,219 щ.д.   | 164                             | 101    | 139                                        | 28 000 000 щ.д.  |
| Цар лъв                 | 24 юни 1994     | 422 783,777 щ.д.   | $545 700,000       | $968 483,777       | 22                              | 19     | 39                                         | 45 000 000 щ.д.  |
| Покахонтас              | 23 юни 1995     | 141 579,773 щ.д.   | 204 500,000 щ.д.   | 346 079,773 щ.д.   | 381                             | 381    | 363                                        | 55 000 000 щ.д.  |
| Гърбушкото от Нотр Дам  | 21 юни 1996     | 100 138,851 щ.д.   | 225 200,000 щ.д.   | 325 338,851 щ.д.   | 623                             | 623    | 314                                        | 100 000,000 щ.д. |
| Херкулес                | 27 юни 1997     | 100 112,101 щ.д.   | 153 600,000 щ.д.   | 253 712,101 щ.д.   | 629                             | 629    | 450                                        | 80 000 000 щ.д.  |
| Мулан                   | 19 юни 1998     | 120 620,254 щ.д.   | 183 700,000 щ.д.   | 304 320,254 щ.д.   | 444                             | 444    | 347                                        | 90 000 000 щ.д.  |
| Тарзан                  | 18 юни 1999     | 171 091,819 щ.д.   | 277 100,000 щ.д.   | 448 191,819 щ.д.   | 228                             | 228    | 179                                        | 130 000,000 щ.д. |
| Всичко                  | Всичко          | 1,460 027,535 щ.д. | 1,924 668,539 щ.д. | 3,384 696,074 щ.д. | н/д                             | н/д    | н/д                                        | 635 931,000 щ.д. |

Индикатор(и) на списъка
- (A) посочва коригираните суми въз основа на текущите цени на билетите (изчислени от Box Office Mojo).

## Въздействие върху други студиа
Успехът на Ренесанса на „Дисни“ привлича вниманието на много анимационни и филмови студиа. Големите филмови студиа създават нови анимационни подразделения като Fox Animation Studios и Warner Bros. Feature Animation, за да повторят успеха на „Дисни“, като превръщат своите анимационни филми в мюзикъли в стил „Дисни“. Въпреки това повечето опити срещат до голяма степен смесени с отрицателни отзиви от критиците и лоши резултати от бокс офисите, като Палечка, Вълшебният меч, A Troll in Central Park и The King and I са основните примери. От друга страна, няколко филма се доближават по отношение на постигането на критичен и финансов успех, като например Принцеса Анастасия, продуциран от 20th Century Fox през 1997 г., и Принцът на Египет, продуциран от DreamWorks Animation през 1998 г.

## Награди
| Година | Филм                   | Оскар     | Оскар   | Annie Awards | Annie Awards |
| Година | Филм                   | Номинации | Награди | Номинации    | Награди      |
| ------ | ---------------------- | --------- | ------- | ------------ | ------------ |
| 1989   | Малката русалка        | 3         | 2       | 0            | 0            |
| 1991   | Красавицата и звярът   | 6         | 2       | 2            | 2            |
| 1992   | Аладин                 | 5         | 2       | 3            | 1            |
| 1994   | Цар лъв                | 4         | 2       | 3            | 3            |
| 1995   | Покахонтас             | 2         | 2       | 7            | 4            |
| 1996   | Гърбушкото от Нотр Дам | 1         | 0       | 13           | 0            |
| 1997   | Херкулес               | 1         | 0       | 6            | 4            |
| 1998   | Мулан                  | 1         | 0       | 12           | 10           |
| 1999   | Тарзан                 | 1         | 1       | 11           | 1            |